# Cyathostegia matthewsii
Cyathostegia matthewsii är en ärtväxtart som först beskrevs av George Bentham, och fick sitt nu gällande namn av Robert Walter Schery. Cyathostegia matthewsii ingår i släktet Cyathostegia, och familjen ärtväxter. Inga underarter finns listade i Catalogue of Life.